# Leotiomycetidae
Sous-classe
Les Leotiomycetidae sont une sous-classe de champignons de la classe des Leotiomycetes.

## Liste des ordres
Selon BioLib (15 mars 2019) :
- ordre des Cyttariales
- ordre des Erysiphales
- ordre des Helotiales Nannf.
- ordre des Rhytismatales
- ordre des Thelebolales

Selon ITIS (15 mars 2019) :
- ordre des Cyttariales Luttr. ex Gamundí, 1971
- ordre des Erysiphales Gwynne-Vaughan, 1922
- ordre des Geoglossales
- ordre des Helotiales Nannf., 1932
- ordre des Leotiales
- ordre des Rhytismatales M.E. Barr ex Minter, 1986
- ordre des Thelebolales P.F. Cannon, 2001